# Ready For Me
Ready For Me är en svensk låt med engelsk text från 2005, skriven av Dan Attlerud, Lars Diedricson och Peter Nordholm.
Låten framfördes första gången av Rickard Engfors och Katarina Fallholm i den fjärde deltävlingen av Melodifestivalen 2005 i Växjö. Där placerade sig låten på en sistaplats av de åtta deltagande bidragen och åkte därmed ur tävlingen.